# Gens Vètia
La gens Vètia o Vèctia (llatí: gens Vettia o Vectia) va ser una gens romana plebea, que va ser coneguda al final de la República i que va obtenir considerable distinció durant l'Imperi, quan el seu nom apareix sovint als Fasti.
Al període republicà alguns Vetis usaven el cognom Jutge Sabí (Iudex Sabinus). A les edicions més antigues apareix el nom com a Vectius, però l'ortografia correcta és Vettius, segons que mostren les monedes.
Alguns personatges destacats foren:
- Luci Veti, cavaller romà, acusador.
- Gai Veti Aquilí, cònsol el 162.
- Gai Veti Àtic, cònsol el 342.